# ディープ・セレクション 1973-1976
『ディープ・セレクション 1973-1976』（英語: Deep Cuts, Volume 1 (1973–1976)）は、イギリスのロックバンドクイーンの1973年から1976年までの曲のコンピレーション・アルバムで、クイーンのデビュー40周年の一環として2011年3月14日にリリースされた。

## 概要
本作は、40周年記念リマスター盤かつSHM-CD仕様で再発売された『戦慄の王女』、『クイーン II』、『シアー・ハート・アタック』、『オペラ座の夜』、『華麗なるレース』と同時発売され、同5作に収録された楽曲から選曲されている。
なお、収録曲のうち「マーチ・オブ・ザ・ブラック・クイーン」と「オウガ・バトル」は、『クイーン II』において繋がるようにして収録されていたが、本作では独立した形で収録されている。その一方で「テニメント・ファンスター」、「フリック・オブ・ザ・リスト」、「谷間のゆり」の3曲はアルバム『シアー・ハート・アタック』と同様の収録順で繋がった形になっている。

## 収録曲
| #         | タイトル                                                               | 作詞・作曲                                                                       | 時間  |
| --------- | ---------------------------------------------------------------------- | -------------------------------------------------------------------------------- | ----- |
| 1.        | 「オウガ・バトル」(Ogre Battle)                                        | フレディ・マーキュリー                                                           | 4:14  |
| 2.        | 「ストーン・コールド・クレイジー」(Stone Cold Crazy)                   | フレディ・マーキュリー, ブライアン・メイ, ロジャー・テイラー, ジョン・ディーコン | 2:15  |
| 3.        | 「マイ・フェアリー・キング」(My Fairy King)                            | フレディ・マーキュリー                                                           | 4:09  |
| 4.        | 「アイム・イン・ラヴ・ウィズ・マイ・カー」(I'm in Love with My Car)    | ロジャー・テイラー                                                               | 3:07  |
| 5.        | 「炎のロックンロール」(Keep Yourself Alive)                            | ブライアン・メイ                                                                 | 3:48  |
| 6.        | 「ロング・アウェイ」(Long Away)                                        | ブライアン・メイ                                                                 | 3:33  |
| 7.        | 「ミリオネア・ワルツ」(The Millionaire Waltz)                          | フレディ・マーキュリー                                                           | 4:55  |
| 8.        | 「'39」('39)                                                           | ブライアン・メイ                                                                 | 3:33  |
| 9.        | 「テニメント・ファンスター」(Tenement Funster)                         | ロジャー・テイラー                                                               | 2:47  |
| 10.       | 「フリック・オブ・ザ・リスト」(Flick of the Wrist)                     | フレディ・マーキュリー                                                           | 3:17  |
| 11.       | 「谷間のゆり」(Lily of the Valley)                                     | フレディ・マーキュリー                                                           | 1:45  |
| 12.       | 「グッド・カンパニー」(Good Company)                                   | ブライアン・メイ                                                                 | 3:26  |
| 13.       | 「マーチ・オブ・ザ・ブラック・クイーン」(The March of the Black Queen) | フレディ・マーキュリー                                                           | 6:39  |
| 14.       | 「神々の業 (リヴィジテッド)」(In the Lap of the Gods (Revisited))      | フレディ・マーキュリー                                                           | 3:47  |
| 合計時間: | 合計時間:                                                              | 合計時間:                                                                        | 51:15 |

## パーソネル
- フレディ・マーキュリー - リード・ボーカル、バッキング・ボーカル、ピアノ
- ブライアン・メイ - ギター、リード・ボーカル（「'39」「ロング・アウェイ」「グッド・カンパニー」）、ブリッジ部分のボーカル（「炎のロックンロール」）、バッキング・ボーカル、ウクレレ、ベル
- ロジャー・テイラー - ドラムス、パーカッション、リード・ボーカル（「テニメント・ファンスター」「アイム・イン・ラヴ・ウィズ・マイ・カー」）、ボーカルライン（「マーチ・オブ・ザ・ブラック・クイーン」）、ブリッジ部分のボーカル（「炎のロックンロール」）
- ジョン・ディーコン - ベース、アコースティック・ギター